# 779 v.Chr.
Het jaar 779 v.Chr. is een jaartal in de 8e eeuw v.Chr. volgens de christelijke jaartelling.

## Gebeurtenissen

### China
- Koning You van de Westelijke Zhou ontsteekt de vuurbakens om zijn concubine te amuseren. Zijn bondgenoten schieten te hulp in de overtuiging dat de Rong een aanval gepleegd hebben. Dit komt You later duur te staan.[1]